# Mbayang Sow
Mbayang Sow (sinh ngày 21 tháng 1 năm 1993 ) là một cầu thủ bóng đá người Sénégal đang chơi cho Aigles Médina và đội tuyển quốc gia Sénégal.
Cô chơi cho Senegal tại Giải vô địch nữ châu Phi 2012. Trong trận đấu với DR Congo, cô đã nhận một thẻ đỏ cho một quả bóng ném trong vòng cấm.